# Gently (альбом)
| Оценки критиков | Оценки критиков |
| Источник        | Оценка          |
| --------------- | --------------- |
| AllMusic        | [ 1 ]           |
| Chicago Reader  | без оценки      |

Gently — десятый студийный альбом американской актрисы и певицы Лайзы Миннелли, выпущенный 19 марта 1996 года на лейбле Angel Records.

## Об альбоме
Это был первый студийным альбом Миннелли за прошедшие семь лет. Для альбома были выбраны джазовые стандарты из «Великого американского песенника». Исключением является только поп-песня «Does He Love You», исполненная в дуэте с Донной Саммер (песня является  кавер-версией кантри-хита певиц Рибы Макинтайр и Линды Дэвис, который занял верхние позиции чартов США в 1993 году).
Альбом был номинирован на премию «Грэмми» как лучший традиционный вокальный поп-альбом в 1997 году.

## Список композиций
| №                   | Название                                   | Автор(ы)                     | Длительность |
| ------------------- | ------------------------------------------ | ---------------------------- | ------------ |
| 1.                  | «Chances Are» (дуэт с Джонни Мэтисом)      | Эл Стиллман, Роберт Аллен    | 3:16         |
| 2.                  | «You Stepped Out of a Dream»               | Гас Кан, Начио Эрб Браун     | 3:39         |
| 3.                  | «Embraceable You»                          | Джордж Гершвин, Айра Гершвин | 4:29         |
| 4.                  | «Close Your Eyes»                          | Бернайс Петкир               | 3:35         |
| 5.                  | «Some Cats Know»                           | Джерри Либер, Майк Столлер   | 3:47         |
| 6.                  | «Lost in You»                              | Джерри Либер, Майк Столлер   | 4:02         |
| 7.                  | «I Got Lost in His Arms»                   | Ирвинг Берлин                | 3:12         |
| 8.                  | «It Had to Be You»                         | Ишам Джонс, Гас Кан          | 3:32         |
| 9.                  | «Never Let Me Go»                          | Джей Ливингстон, Рэй Эванс   | 3:15         |
| 10.                 | «Does He Love You?» (дуэт с Донной Саммер) | Сэнди Нокс, Билли Стритч     | 4:58         |
| 11.                 | «In the Wee Small Hours of the Morning»    | Дэвид Манн, Боб Хиллиард     | 4:18         |
| Общая длительность: | Общая длительность:                        | Общая длительность:          | 42:12        |

## Чарты
| Чарт (1996)                      | Высшая позиция |
| -------------------------------- | -------------- |
| Великобритания (UK Albums Chart) | 58             |
| США (Billboard 200)              | 156            |